# Les Fermiers
Les Fermiers est une émission de télévision documentaire canadienne portant sur l'agriculture biologique, diffusée depuis le 5 avril 2018 sur la chaîne Unis TV. Elle a aussi été diffusée sur TV5 Monde et disponible sur la plateforme de vidéo à la demande ICI TOU.TV.

## Synopsis
La série pose un regard attentif sur la vie et le travail agricole révolutionnaire qui s'opère sur la Ferme des Quatre-Temps, sous la supervision de l'agriculteur et pionnier de l'agriculture bio-intensive Jean-Martin Fortier. En suivant le rythme des saisons et les défis que l'équipe de la ferme rencontre au quotidien, la série présente un portrait de ceux et celles qui opèrent concrètement le changement dans le monde de l'agriculture; ceux qui visent à mettre en place une agriculture plus respectueuse de l'environnement, plus simple, avec de meilleurs rendements et surtout à échelle humaine. Elle met de l'avant les techniques agricoles développées et perfectionnées par Jean-Martin au niveau de l'agriculture biologique qui s'inspirent des principes de l'agroécologie et de la permaculture,. On y rencontre aussi des intervenants liés à ce monde, des chefs qui mettent en valeur les produits de la ferme dans leurs restaurants aux innovateurs comme Eliot Coleman, l'un des pionniers de l'agriculture biologique aux États-Unis.
La deuxième saison de la série continue de suivre les activités de la Ferme des Quatre-Temps, mais s'ouvre sur d'autres projets de fermes biologiques à travers le Québec.

## La Ferme des Quatre-Temps
La Ferme des Quatre-Temps, lieu où se déroule la série, est située à Hemmingford au Québec. Elle est le résultat d'un projet agricole lancé par André Desmarais et piloté par Jean-Martin Fortier. Elle intègre les principes développés pour le maraîchage sur petite surface par Jean-Martin, mais à une plus grande échelle. De plus, la ferme intègre aussi l'élevage d'animaux de ferme, bœuf, poules et porcs toujours selon les principes de l'agroécologie. Plusieurs innovations y sont développées, que ce soit de nouveaux outils pour la culture sans tracteurs ou encore une cuisine-laboratoire qui permet de développer de nouveaux produits transformés à partir de ce qui est cultivé à la ferme ou même de nouvelles techniques de préservation des aliments.
Une deuxième Ferme des Quatre-Temps est aussi mise sur pied et visitée au courant de la deuxième saison de l'émission, cette-fois dans un climat plus froid, celui de Port-au-Persil, dans la région de Charlevoix au Québec. 